# Mạc Kính Cung
Mạc Kính Cung (chữ Hán: 莫敬恭 ? - 1625) là vua nhà Mạc thời hậu kỳ, khi Bắc triều chấm dứt với cái chết của cha con Mạc Mậu Hợp và Mạc Toàn.

## Khôi phục nhà Mạc
Mạc Kính Cung là con trai thứ 7 của Mạc Kính Điển (trong tổng số 18 người con: 9 trai, 9 gái). Nguyên quán Mạc Kính Cung là người xã Cao Đôi, huyện Bình Hà (nay là thôn Long Động, xã Nam Tân, huyện Nam Sách, tỉnh Hải Dương). Khi cha con Mạc Mậu Hợp thất thế, trong lúc con cả của Mạc Kính Điển là Mạc Kính Chỉ thu thập tàn quân chiếm cứ vùng Thanh Lâm và xưng vua ở Nam Giản thuộc Chí Linh, Hải Dương, lấy niên hiệu Bảo Định thứ nhất (1592) thì Đà Quốc công Mạc Ngọc Liễn chạy về phía bắc tìm dòng dõi nhà Mạc (Mạc Ngọc Liễn vốn không phải người họ Mạc mà được ban họ của vua), tìm thấy Mạc Kính Cung ở Văn Châu. Vào tháng 3 năm 1593, Ngọc Liễn lập Mạc Kính Cung làm vua, lấy niên hiệu là Càn Thống thứ nhất.
Lúc này lòng người còn hướng về nhà Mạc, được tin Mạc Kính Cung lên ngôi, đều dẫn nhau đến qui phục. Những người nhà Mạc cũng tìm đến và đi vận động các nơi. Thanh thế nhà Mạc được phục hồi nhanh chóng, có khoảng hơn 30 nhóm, nhóm nhỏ khoảng 700-800 người, nhóm lớn vài ngàn người. Lực lượng nhà Mạc lại chiếm được nhiều vùng suốt từ phương Bắc tới sông Nhị Hà, toàn bộ trấn Kinh Bắc và Hải Dương, quân nhà Mạc về tới đâu khắp nơi đều quy phục dựng cờ vương triều Mạc hưởng ứng.

## Nhớ lời dặn của Mạc Ngọc Liễn
Để tranh thủ nhân tâm, tháng 4 năm 1593 Lê Thế Tông phải ban chiếu đại xá thiên hạ để tranh lấy lòng người, đồng thời sai Nguyễn Hoàng tổng đốc bản doanh xuất quân đánh lực lượng nhà Mạc còn lại ở vùng Sơn Nam, Hải Dương. Quân Mạc bị thua, Mạc Kính Cung cùng một số tông thất bỏ chạy.
Đầu năm 1594, Hoàng Đình Ái được Trịnh Tùng sai đi đánh Mạc Kính Cung ở vùng Đại Từ, Phổ Yên, Thái Nguyên cũng chưa dẹp hết được quân Mạc.
Tháng 5 năm 1594 Mạc Kính Cung phong Mạc Ngọc Liễn làm Thái phó và sai đem quân chiếm lại vùng Yên Tử, nhưng tháng 7 năm ấy Mạc Ngọc Liễn ốm chết. Thấy nhà Lê ra sức tìm diệt, trước khi mất Ngọc Liễn viết sớ tâu lên Mạc Kính Cung: 
“… Nhà Mạc khí vận đã hết, nhà Lê phục hưng đó là số trời vậy, nên hãy tạm lánh, chịu khuất đợi thời, khi nào mệnh trời trở lại mới làm được. Chớ nên lấy lực chọi lực, khi hai hổ tranh nhau tất sẽ có một bị thương, lại chớ nên mời Minh vào nước ta để dân phải lầm than, đó là cái tội không gì lớn hơn…”
Rồi Ngọc Liễn mất vào tháng 7 năm 1594.
Năm 1598, Trịnh Tùng sai Hoàng Đình Ái và Trịnh Đỗ đi đánh Kính Cung. Đình Ái sai bộ tướng là cha con Trần Phúc, Trần Thiết ra đánh trước. Tướng Trần Thiết được lệnh phục ở biên giới. Làm theo lời Mạc Ngọc Liễn, khi thấy triều Lê mạnh, Kính Cung giấu binh ở các vùng, hết sức tránh đụng độ. Ông sai Phúc vương mang gia quyến chạy trước sang Long châu tránh. Trần Thiết ra chặn đường Phúc vương, nghe nhắc đến vua Càn Thống sắp đến không dám đánh nữa mà lui về bản địa. Mạc Kính Cung nhổ trại rút theo sau, tướng Trần Phúc truy kích. Vua Càn Thống mang vài ngàn quân chạy thoát, sắp đến biên giới lại gặp Trần Thiết, đánh lui Trần Thiết và thoát sang Long châu.

## Cầm cự với quân Lê-Trịnh
Tháng 5 năm Canh Tý (1600) ba viên Quận công Phan Ngạn, Bùi Văn Khuê, Ngô Đình Nga chạy về hàng nhà Mạc, Nguyễn Hoàng giả thác là đuổi bắt 3 viên Quận công phóng hỏa đốt sạch doanh trại rồi xuống thuyền kéo quân vào Quảng Nam. Kinh thành rối loạn, triều chính nhà Lê chia lìa, lòng người dao động. Trịnh Tùng phải mang Lê Kính Tông rời bỏ kinh đô chạy vào Thanh Hoa.
Cùng lúc, mẹ của Mạc Mậu Hợp tự xưng Quốc mẫu, cùng tông thất nhà Mạc trở về Thăng Long và sai người đón Mạc Kính Cung. Tướng Ngô Đình Nga mang quân lại hàng. Lực lượng của Mạc Kính Cung lại mạnh lên, có vài vạn người.
Tháng 8 năm 1600, Bình An vương Trịnh Tùng lại xuất quân đánh Mạc Kính Cung. Mạc Kính Cung sai quân chặn ở Gián Khẩu. Tướng Lê là Nguyễn Khải đánh tan quân Mạc, xuôi dòng sông Hát tiến xuống. Nhiều quân Mạc bị chết đuối. Mẹ Mạc Mậu Hợp bị bắt và bị giết. Mạc Kính Cung chạy ra Kim Thành. Quân Lê Trịnh chiếm lại được Thăng Long. Đến tháng 9, Ngô Đình Nga cũng bị bắt và bị giết.
Năm 1601, Trịnh Tùng lại ra quân đánh Mạc. Tướng tiên phong bên Lê-Trịnh là Chấn quận công tử trận, phía Mạc cũng bị mất 2 tướng. Hoàng Đình Ái đánh Kim Thành, Mạc Kính Cung bỏ thành chạy lên Lạng Sơn, quân Lê Trịnh phá hủy doanh trại quân Mạc.
Ít lâu sau, Mạc Kính Cung lại ra chiếm đóng Thái Nguyên và Tây Nông. Năm 1609, Trịnh Tùng lại sai Trịnh Đỗ đi đánh Mạc. Kính Cung rút chạy vào núi, quân Lê Trịnh không truy kích được phải rút về. Sau đó Kính Cung lại tiến về Cao Bằng và Kim Thành.
Tháng 11 năm 1621, Trịnh Tùng lại điều quân đánh Mạc. Kính Cung lại bỏ Kim Thành về Cao Bằng, xưng hiệu là Càn Thống. Cùng lúc, cháu gọi Kính Cung bằng chú là Kính Khoan cũng xưng hiệu Long Thái, không theo Kính Cung. Khi quân Lê Trịnh đánh đến Cao Bằng, cả Kính Cung và Kính Khoan đều bỏ chạy. Quân Lê Trịnh rút đi, Kính Cung lại trở về Cao Bằng.

## Trọng dụng hiền tài
Thời kỳ Mạc Kính Cung chấp chính tuy nhà Mạc chỉ còn vẻn vẹn mảnh đất Cao Bằng nhỏ bé nhưng cũng làm được không ít việc mang lại lợi ích cho quốc gia như mở trường dạy học, mở khoa thi, thu dụng nhân tài, khuyến khích phát triển nông trang, thương mại, sửa sang và xây dựng nhiều thành trì, đồn lũy tạo được những nền tảng vững chắc để chống quân Lê - Trịnh lâu dài. Năm Giáp Ngọ (1594), nhà Mạc mở khoa thi, có người con gái Hải Dương là Nguyễn Thị Duệ theo cha lên Cao Bằng từ lúc Thăng Long thất thủ đã giả nam trang với cái tên Nguyễn Du tham dự và đỗ đầu trong khi thầy dạy học của bà chỉ đỗ Á khoa. Lúc vào cung dự yến tiệc, vua Mạc Kính Cung thấy vị tiến sĩ trẻ tuổi, dáng mảnh mai, mặt mày thanh tú sinh lòng ngờ vực. Nhà vua liền xét hỏi và phát hiện bà giả trai, bởi nhà vua quý mến hiền tài, không trách tội nhưng theo phép tắc, bà không thể tiếp tục mang danh trạng nguyên. Tiếc nuối cho tài năng của người con gái trẻ, vua cho phép bà ở lại triều, phụ trách việc dạy học cho các phi tần. Một thời gian sau, Mạc Kính Cung lập bà làm phi, ban hiệu Tinh phi, ngụ ý khen bà vừa xinh đẹp vừa sáng láng như một vì sao. Vì thế, dân gian còn gọi bà là bà chúa Sao.

## Vị vua mắc chứng trầm cảm
Mạc Kính Cung giữ đất Cao Bằng, cố gắng khôi phục gây dựng lại vị thế của vương triều, sử cũ cũng phải thừa nhận địa bàn hoạt động của Càn Thống đế “ở quãng Thái Nguyên, Yên Quảng và Lạng Sơn hơn 30 năm, hễ quan quân tiến đánh thì chạy, trốn, khi quân rút về, lại hô hào nhau tụ hợp như cũ” (Khâm định Việt sử thông giám cương mục). Điều đó cho thấy ông hùng cứ cả một vùng rộng lớn, với phương sách khéo léo, uyển chuyển, tránh đối đầu trực tiếp nhưng không từ bỏ quyết tâm của mình. Tuy nhiên, trong hoàn cảnh hàn vi, ly tán, tâm trạng nặng nề khổ đau khi phải rời xa Thăng Long kinh kỳ, vì lo lắng trước các cuộc tấn công của quân nhà Lê – Trịnh, thắng ít thua nhiều nên tâm trạng có lúc bi quan, chán nản, lâu ngày dẫn đến bệnh trầm uất, thái y chữa mãi không khỏi.
Để an ủi, chữa trị cho vua, một vị quan trong triều đã nghĩ ra cách dùng âm nhạc, ca múa. Vị quan đó là người dân tộc thiểu số tên là Bế Văn Phùng, quê bản Vạn, xã Bế Triều, châu Thạch Lâm (nay thuộc Cao Bằng) đỗ tiến sĩ khoa thi năm Mậu Tuất (1598), khoa thi thứ hai của nhà Mạc thời cát cứ. Bế Văn Phùng được nhà Mạc tuyển dụng và tiến cử Trạng nguyên, phong làm Tư thiên quản nhạc của triều đình. Để làm khuây khỏa vua quan nhà Mạc, giải nỗi ưu phiền đang bao trùm lên triều đình, Bế Văn Phụng đã dày công viết nên tác phẩm Tam Nguyên luận nổi tiếng với 800 trang và lập ra đội Then tính nữ đến hát, múa. Đội Then tính nữ còn gọi là đội Then bụt (chỉ nghệ nhân nữ hát). Sau những buổi biểu diễn, đội Then bụt đều được vua, quan tâm đắc, ngợi khen. Dần dà Mạc Kính Cung khỏi bệnh, vương triều như cởi được gông xích tinh thần, làm thanh thoát tâm tưởng, con người trở nên mạnh mẽ, phóng khoáng. Then tính đã trở thành điểm tựa tinh thần của nhà Mạc, là "món ăn" tinh thần không thể thiếu của nhân dân Cao Bằng. Then tính vào cung đình nhà Mạc đã góp phần tạo nên sự giao thoa mạnh mẽ giữa hai luồng văn hoá kinh đô đồng bằng và miền núi Cao Bằng, đó chính là nguồn gốc của nghệ thuật Hát then sau này.

## Thất bại
Năm 1622, Bình An vương Trịnh Tùng phái cánh quân sang đất Long Châu của nhà Minh rồi đánh tập hậu Kính Cung ở Lạng Sơn, chiếm lại Đồng Đăng và Lạng Sơn.
Năm 1623, Trịnh Tùng chết, con là Trịnh Tráng lên thay. Mùa thu năm đó, Lê Thần Tông đưa Trịnh Tráng lên chức Tiết chế, phải dụ quân thần hãy dốc lòng với nhà Lê. Lê Thần Tông về Thanh Hoa, kinh thành lúc này bỏ trống. Mạc Kính Khoan đốc xuất binh mã tiến về Gia Lâm đóng đồn ở Thổ Khố, Châu Cầu. Nhân dân và các quần thần văn võ của triều Lê ở vùng này lại về với Mạc Kính Khoan, những người có lòng với triều Mạc cũng đi theo rất đông.
Về Thanh Hoa sau khi ổn định lại triều chính, Lê Thần Tông lại sai Trịnh Tráng xuất binh ra đánh nhà Mạc. Năm 1625, Trịnh Tráng đốc binh đánh nhà Mạc. Quân Lê Trịnh dùng kế hỏa công đánh thắng quân Mạc, cuối cùng bắt được Mạc Kính Cung tại Cao Bằng, đem về giết tại kinh đô, hôm ấy là ngày 16/6/1625.
Mạc Kính Cung xưng vua được ba mươi tư năm, suốt thời gian đó ông chiến đấu liên miên với hai đời chúa Trịnh: Trịnh Tùng, Trịnh Tráng. Các sử liệu chính thống của nhà Lê Trung hưng và nhà Nguyễn đều cho rằng Mạc Kính Cung không có miếu hiệu và thụy hiệu, tuy nhiên trong cuốn Việt Nam Mạc thị gia tộc dữ Trung Quốc quan hệ nghiên cứu của học giả Ngưu Quân Khải người Trung Quốc thì ông có miếu hiệu là Đại Tông còn thụy hiệu là Khởi Thiên Đĩnh Địa Khắc Văn Định Vũ Linh Hoàng Đế.